# У гробници
„У гробници” (енгл. In the Vault) је приповетка америчког писца Хауарда Филипса Лавкрафта, написана 18. септембра 1925. и објављивана у новембру исте године у аматерском часопису Tryout.

## Радња
Џорџ Бирч, погребник у граду у долини Пек у Новој Енглеској, нашао се заробљен у гробници где се ковчези чувају током зиме за сахрану на пролеће. Када Бирч сложи ковчеге да би се попео до прозора изнад врата, његове ноге пробијају поклопац горњег ковчега, повређујући му чланке и присиљавајући га да испузи из гробнице.
Касније, др Дејвис истражује гробницу и открива да је горњи ковчег био лошије израде, који је Бирч користио за Асафа Сојера, осветољубивог грађанина којег Бирч није волео, иако је ковчег првобитно био израђен за много краћег Метјуа Фенера. Дејвис открива да је Бирч одсекао Сојерова стопала како би тело убацио у овај ковчег, а ране на Бирчевим глежњевима су заправо трагови зуба.

## Инспирација
Приповетка је заснована на сугестији коју је у августу 1925. дао Чарлс В. Смит, уредник аматерског часописа Tryout, коју је Лавкрафт забележио у једном писму: „Погребник затворен у сеоској гробници где је складиштио зимске ковчеге за сахрањивање на пролеће, и своје бекство тако што се попео до прозора изнад врата гомилањем ковчега”. Лавкрафт је сходно томе посветио причу Смиту.

## Пријем
Причу је одбио Weird Tales у новембру 1925; према Лавкрафту, уредник Фарнсворт Рајт се плашио да „њена екстремна језивост неће проћи цензуру Индијане”, адресирајући контроверзну причу „Љубав према мртвима” К. М. Едија Млађег.
Након што је објављена у часопису Tryout, прича је у августу 1926. послата Ghost Stories-у, „веома грубом” палп часопису који се специјализовао за „истините” приче о натприродном, који ју је такође одбацио. Огаст Дерлет је подстакао Лавкрафта да поново пошаље причу часопису Weird Tales 1931. године, који ју је коначно објавио у издању из априла 1932. године.
Енциклопедија Х. Ф. Лавкрафта назива ову приповетку „обичном причом о натприродној освети” у којој „Лавкрафт безуспешно покушава да пише на прост, колоквијалан начин”.